# Station Bremen-St Magnus
Station Bremen-St Magnus (Bahnhof Bremen-St Magnus, ook wel HB-St Magnus) is een spoorwegstation in de Duitse plaats Bremen, in de deelstaat Bremen. Het station ligt aan de spoorlijn Bremen-Burg - Bremen-Vegesack. Op het station stoppen alleen Regio-S-Bahntreinen van Bremen en Nedersaksen op het station. Het station telt twee perronsporen aan één eilandperron.

## Treinverbindingen
De volgende treinserie doet station Bremen-St Magnus aan:
| Serie | Treinsoort                  | Route                                                                                   | Bijzonderheden                            |
| ----- | --------------------------- | --------------------------------------------------------------------------------------- | ----------------------------------------- |
| RS1   | Regio-S-Bahn (NordWestBahn) | Bremen-Farge – Bremen-Vegesack – Bremen-St Magnus – Bremen Hbf – Achim – Verden (Aller) | Extra spitsritten tussen Vegesack en Hbf. |